# Пярну
Пя́рну (ест. Pärnu) — портове місто на південному заході Естонії, її головний курорт. Засновано 1251 року Генріхом I, єпископом Езель-Віцьким, під назвою Пероне (став резиденцією єпископа). 1263 року було зруйновано литовцями. 1322 року на іншому березі річки Пярну лівонський магістр Герхард фон Йорк наказав звести орденський замок Пернау. Надалі єпископське містечко і замок поєдналися в єдине місто Пернов (під владою Речі Посполитої).

## Назва
- Пя́рну (ест. Pärnu) — сучасна естонська назва.
- Перна́у, або Парна́ва (нім. Pernau, пол. Parnawa) — історична німецька, польська і староукраїнська назва.
- Пє́рнов (рос. Пернов) — російська назва.

## Географія
Місто розташоване біля гирла однойменної річки Пярну, на шляху з Риги до Таллінна. Місто має довгий та мальовничий піщаний пляж у північній частині Ризької затоки.

## Курорт
Пярну є головним курортом Естонії на узбережжі Балтійського моря. Географічне місце, клімат і пляж визначили курортний статус Пярну ще з XIX століття, коли з 1838 року тут почали будуватися перші пансіонати.

## Культура
Кожен непарний рік, починаючи з 2001 року, у Пярну проходить міжнародний фестиваль оперної музики ПромФест (ест. PromFest, абревіатура від ест. Pärnu Rahvusvaheline Ooperimuusika Festival).

## Спорт
- Вапрус (Пярну) — футбольний клуб
- ВК «Пярну» — волейбольний клуб

## Відомі люди
Народилися
- Ґустав Фаберже (1814—1893) — ювелір, засновник ювелірної фірми «Дім Фаберже»
- Юрі Талвет (* 1945) — естонський поет та академік.
- Фанні де Сіверс (1920—2011) — естонський мовознавець, літературна дослідниця та есеїстка.
- Віллем Рейманн (ест. Villem Reimann; 1906 — 1992) — радянський естонський композитор та музичний педагог. Заслужений діяч мистецтв Естонської РСР (1955).

Парнавські воєводи
- Йоахім Тарновський гербу Леліва — воєвода венденський, дідич Обухова

## Зовнішні зв'язки
Пярну має 12 міст-побратимів:
- Вааса, Фінляндія
- Єлгава, Латвія
- Юрмала, Латвія
- Шауляй, Литва
- Паланга, Литва
- Оскарсгамн, Швеція
- Сочі, Росія
- Новгород, Росія
- Драммен, Норвегія
- Портсмут, Велика Британія
- Оушен-Сіті, США
- Ялта, Україна